# Фукс, Владимир Яковлевич
Владимир Яковлевич Фукс (1848 — после 1917) — русский юрист, сенатор, тайный советник (30.04.1900), кавалер ордена Св. Александра Невского.
Брат Виктора Яковлевича Фукса и Эдуарда Яковлевича Фукса.

## Биография
Родился в Москве 25 апреля (7 мая) 1848 года. Отец — учитель немецкого языка в ремесленных учебных заведениях Воспитательного дома в Москве Яков Иванович Фукс (1800—1870), мать — Агнесса Вильгельмовна (урождённая Чурская) (1808— 18.01.1890). В семье было четверо детей:  Виктор, Эдуард, Владимир и Леокадия (1846 — после 1858).
Окончил юридический факультет Московского университета со степенью кандидата в 1869 году; изучал римское право у профессора Н. И. Крылова; составил курс по догме римского права и курс государственного права, изданные князем Л. С. Голицыным, также учившимся у Крылова.
В феврале 1870 года поступил кандидатом на судебные должности при Харьковском окружном суде, и в конце этого же года был назначен исправляющим должность судебного следователя  2-го участка Казанского уезда, а затем 4-го участка Казани.
С конца 1872 года служил в должности товарища прокурора Симбирского окружного суда; в 1874 году был переведён на такую же должность при Московском окружном суде, где находился до 1879 года, когда был назначен прокурором Полоцкого окружного суда.
В 1885 года был назначен  товарищем прокурора  Санкт-Петербургской судебной палаты; 1 января 1888 года получил чин действительного статского советника. С 1889 года — председатель Ревельского окружного суда; с 1900 года — председатель департамента Саратовской судебной палаты.
Сенатор с 15 сентября 1906 года: был назначен в Уголовный кассационный департамент, а в следующем году переведён в Гражданский кассационный департамент. Биографический словарь. Высшие чины Российской Империи (М., 2017) сообщает, что он имел чин действительного тайного советника.

## Награды
- Орден святого Александра Невского (01.01.1913).